# Euro Hockey Tour 2012/2013
Euro Hockey Tour 2012/2013 była 17. edycją turnieju Euro Hockey Tour. Rywalizowały w niej jak co roku reprezentacje: Rosji, Czech, Szwecji oraz Finlandii. Cykl rozpoczął się 7 listopada 2012 turniejem Karjala Cup, a zakończył się 28 kwietnia 2013 turniejem Kajotbet Hockey Games.

## Turnieje

### Karjala Cup
Mecze turnieju o Puchar Karjala odbyły się od 7 do 10 listopada 2012 roku. Turniej odbył się w Finlandii, w hali HK Arena w Turku, jeden mecz odbył się w czeskim Libercu w hali Tipsport Arena rozegrano spotkanie pomiędzy Szwecją i Czechami. Zwycięzcą turnieju została Czechy.

### Channel One Cup
Mecze turnieju o Puchar Pierwszego Programu odbyły się od 13 do 16 grudnia 2012 roku. Turniej odbył się w Rosji, w hali Megasport Arena w Moskwie, jeden mecz odbył się w fińskich Helsinkach, gdzie w hali Hartwall Arena rozegrano spotkanie pomiędzy Finlandią i Czechami. Zwycięzcą turnieju została Rosja.

### Oddset Hockey Games
Mecze turnieju Oddset Hockey Games odbyły się od 7 do 10 lutego 2013 roku. Turniej rozegrano w Szwecji, w hali Malmö Arena w Malmö, jeden mecz odbył się w Rosji, w Pałacu Lodowym w Petersburgu, gdzie zorganizowano spotkanie pomiędzy Rosją i Finlandią. Zwycięzcą turnieju została Finlandia.

### Kajotbet Hockey Games
Mecze turnieju Czech Hockey Games odbyły się od 25 do 28 kwietnia 2013 roku. Turniej rozegrano się w Czechach, w hali Kajot Arena w Brnie, a jeden mecz zorganizowano w Szwecji, w hali Kinnarps Arena w Jönköping, gdzie zagrały mecz Rosja ze Szwecją.

## Klasyfikacja końcowa
Lp. = lokata, M = liczba rozegranych spotkań, W = Wygrane, WpD = Wygrane po dogrywce lub karnych, PpD = Porażki po dogrywce lub karnych, P = Porażki, G+ = Gole strzelone, G- = Gole stracone, Pkt = Liczba zdobytych punktów
| Lp. | Zespół    | M  | Pkt | W | WpD | PpD | P | G + | G - | +/- |
| --- | --------- | -- | --- | - | --- | --- | - | --- | --- | --- |
| 1   | Rosja     | 12 | 23  | 6 | 2   | 1   | 3 | 34  | 20  | +14 |
| 3   | Czechy    | 12 | 18  | 6 | 0   | 0   | 6 | 16  | 24  | -8  |
| 2   | Finlandia | 12 | 16  | 4 | 1   | 2   | 5 | 25  | 25  | 0   |
| 4   | Szwecja   | 12 | 15  | 5 | 0   | 0   | 7 | 23  | 29  | -6  |

## Statystyki
Opracowano na podstawie materiału źródłowego:
Statystyki indywidualne
- Klasyfikacja strzelców:  Siergiej Moziakin - 6 goli
- Klasyfikacja asystentów:  Pawieł Daciuk i  Siergiej Moziakin - 5 asyst
- Klasyfikacja kanadyjska:  Siergiej Moziakin - 11 punktów
- Klasyfikacja +/-:  Aleksandr Radułow - +7